# Aigo
Aigo (кит. 爱国者, «Патриот») — китайская компания высокотехнологичной электроники, основанная в 1993 году как Aigo Digital Technology Ltd (Aigo).

## О компании
В настоящее время в Aigo насчитывается около 1900 сотрудников в 17 дочерних компаниях и региональных представительствах в Гонконге, США, Сингапуре, Франции и в ряде других городов. Продукция от Aigo включает в себя мобильные устройства хранения данных, мультимедийные плееры, компьютерные периферийные устройства и т. д.
В 2007 году Aigo представила первый в мире MP5-плеер, который может непосредственно проигрывать RMVB файлы, это установило новый стандарт в области портативных медиаплееров.
В 2010 году занимала 8 место по продажам ридеров в Китае.

## Награды
В мае 2006 года Aigo признана Министерством информационной индустрии народа КНР одной из ста лучших китайских IT-компаний.
В июле 2006 года Aigo оценили как самый ценный бренд в китайских IT-компаниях.